# Raketenflugplatz Berlin
Raketenflugplatz Berlin var startplatsen för raketer för Verein für Raumschiffahrt i Tegel i Berlin. Raketflygplatsen uppfördes 1930 på ett tidigare skjutfält för utvecklingen och testandet av raketer. Raketer som byggdes och testades var av modellerna Mirak och Repulsor. I projekten deltog bland andra Wernher von Braun.